# Sadullah Pascha

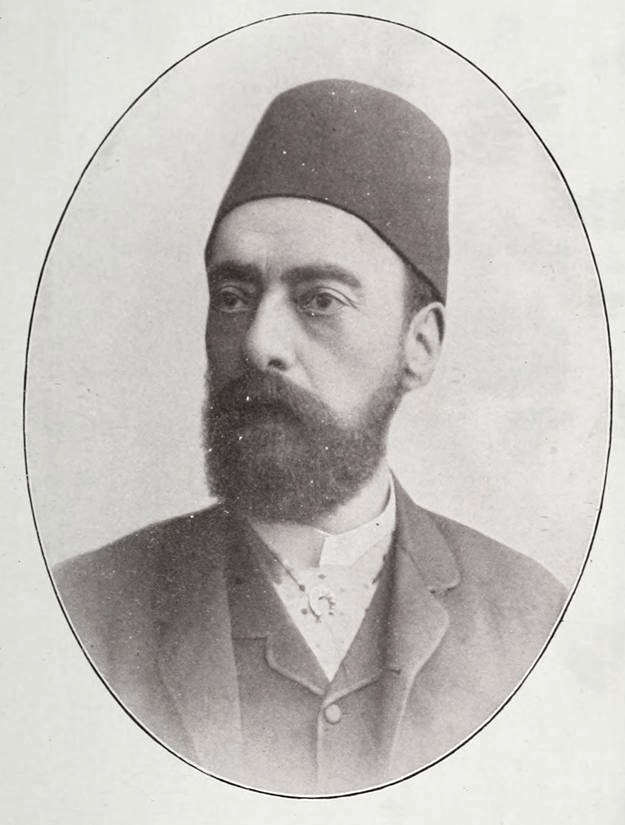
Sadullah Pascha

Sadullah Pascha (* 1838 in Erzurum, Osmanisches Reich; † 14. Januar 1891 in Wien, Österreichisch-Ungarische Monarchie) war ein osmanischer Staatsmann und Diplomat.

## Leben
Sadullah Pascha kam 1838 in Erzurum als Sohn von Esad Muhlis Pascha zur Welt. Nach seiner Volksschulbildung lernt er bei Privatlehrern Arabisch, Persisch und Französisch. 1863 trat er in den Staatsdienst im Ministerium für Finanzen ein. 1868 wurde er stellvertretender Direktor der Bildungsabteilung des Staatsrates (Şuray-ı Devlet). 1869 wurde er Staatsratsmitglied. 1870 wurde Sadullah Pascha Generalsekretär des Staatsrates. 1874 wurde er zum Minister der Defter-i Hakani ernannt. Zwischen dem 4. April 1876 und dem 30. Mai 1876 war er Minister für Handel und Landwirtschaft. Sadullah Pascha wurde Generalsekretär des Privatsekretariats des Sultan Murad V. Sultan Abdülhamid II. schickte Sadullah Pascha nach Filibe, um der Kommission zur Untersuchung des bulgarischen Aufstands vorzustehen. 1877 wurde er zum Botschafter in Berlin (Türkische Botschaft in Berlin) ernannt. In dieser Funktion beteiligte er sich bei den Gesprächen zum Frieden von San Stefano sowie dem Berliner Kongress. 1881 wurde er zum Wesir ernannt. 1882 wurde er zum Botschafter in Wien ernannt (Türkische Botschaft in Wien). Er blieb bis zu seinem Freitod 1891 Botschafter in Wien.
Sein Grab befindet sich im Garten der Türbe von Mahmut II.